# Gedeão da Viola
Gedeão da Viola, nome artístico de Gedeão Nogueira (Limeira, 16 de abril de 1945 - Barretos, 27 de julho de 2005), foi um violeiro e compositor brasileiro.

## Biografia
Nascido em Limeira, conheceu ainda pequeno a Dança da Catira, pela qual se apaixonou, tendo dançado bastante essa tradicional dança na região de Piracicaba, antes de se tornar Violeiro. Na Capital Paulista, trabalhou como Artesão, consertando e reformando Instrumentos de corda, e acabou gostando do som da tradicional Viola Caipira, do qual foi um aprendiz autodidata.
Foi peão de boiadeiro. Em 1985, mudou-se para São Paulo, indo trabalhar com montagem de elevadores e reforma de violas e violões. Trabalhou em Barretos como instrutor de rodeio e professor de viola. Em Barretos, onde se dá a maior Festa do Peão de Boiadeiro do Brasil, tornou-se conhecido e requisitado.
Conseguiu diversos destaques na composição e na interpretação da Viola Caipira, incluindo diversas premiações no Festival Violeira Rose Abraão de Barretos.

## Carreira Artística
Mestre da viola, tem, como discípulos, diversos jovens expoentes dedicados ao instrumento. Em 1988, incentivado por seu amigo Sayo e produzido por Téo Azevedo gravou um disco independente que teve muita aceitação e que segundo o site do artista, "é considerado um dos melhores discos de solos de viola caipira já gravados". Sua música "Pau-Brasil" foi por mais de 10 anos abertura do programa "Viola, minha viola", apresentado por Inezita Barroso na TV Cultura de São Paulo. A mesma música foi trilha sonora da novela "Serras azuis", na TV Bandeirantes, juntamente com outra também de sua autoria: "Solidão sertaneja". Em Brasília, num festival de violeiros, representou o Estado de São Paulo.
Em Barretos, fazia a abertura de rodeio como representante da cidade. No festival de violeiros de Barretos, o maior do Brasil, foi classificado por quatro vezes em primeiro lugar. Ainda em 1988, foi convidado a representar o estado de São Paulo em Brasília na gravação do programa de TV "Violeiros do Brasil", substituindo Tião Carreiro que estava doente na ocasião. Apresentou-se nesse programa ao lado de Almir Sater, Tião do Carro, Zé Garoto, Roberto Correia, Zé Mulato e Renato Andrade. Em 1995, o LP "Pau Brasil" foi relançado em CD.
Em 1998, lançou com Téo Azevedo, "O cantador de Alto Belo" o CD "Solos de viola em dose dupla", produzido pelo próprio Teo Azevedo no qual interpretou, entre outras, o cateretê "Pau Brasil", a polca "Beleza matogrossense", "cateretê batuque "Chega mais", a toada "Solidão sertaneja" e o chamamé "Sem fronteira", todas de sua autoria. No ano seguinte, lançou o CD "Toque aranhado", no qual interpretou a "Guarânia apaixonada", a "toada mineira", o "pagode de improviso" e a polca paraguaia "Toque aranhado", todas de sua autoria. Criou um estilo de tocar que ele mesmo batizou de "aranhado", onde a execução dos dedos é tão rápida que estes não param mais de um segundo nos braços da viola.
Acompanhou, durante 16 anos, o violeiro Tião Carreiro e também Téo Azevedo, fazendo afinações na viola e participando de gravações. Entre seu diversos trabalhos está a parceria com Ranchinho, da dupla Alvarenga e Ranchinho na música instrumental "Dois irmãos".
No circuito da viola, foi considerado no início dos anos 2000 como um dos quatro melhores violeiros do Brasil, além de ser o principal tocador de viola autêntica. No final de 2000, junta-se novamente ao parceiro Sidney e voltam a marcar presença em diversos festivais de violeiros, festas de rodeio e programas de televisão. É o ponto de partida para a gravação do primeiro CD da dupla com músicas inéditas, onde Sidney volta a usar o seu nome verdadeiro: João Pedro. Em 2001, tocou viola no CD "Téo Azevedo - 50 anos de cultura popular - Cantos do Brasil puro" lançado pela gravadora Kuarup. Ainda em 2001, teve gravadas pelo violeiro Rodrigo Azevedo o cateretê "Violeiro do cerrado", a polca "Beija flor" e o "Pagode dos mineiros", de autoria dos dois. Em 2002, lançou durante a festa de peão de boiadeiro de Barretos o CD "Gedeão da Viola & João Pedro Vol. I", o primeiro onde aparece cantando modas-de-viola e toadas, quase todas vencedoras do festival Violeira da Festa do Peão de Barretos. Em 2003, apresentou-se na Lona Cultural João Bosco no bairro carioca de Vista Alegre ao lado de Geraldo do Norte, e Levi Ramiro.

## Morte
Faleceu aos 60 anos no dia 27 de julho de 2005 em Barretos, SP.

## Discografia

### Álbuns
- Pau Brasil (1988)
- Solos de viola em dose dupla (1998)
- Toque Arranhado (1999)